# Amelia Sofia di Hannover
Principessa Amelia di Hannover (Amelia Sophia Eleanor; Hannover, 10 luglio 1711 – Londra, 31 ottobre 1786) fu la seconda figlia femmina di Giorgio II, re di Gran Bretagna.

## Biografia

### Primi anni
La principessa Amelia nacque nel palazzo di Herrenhausen in Hannover, il 10 luglio 1711. Suo padre era l'allora principe ereditario di Brunswick-Lüneburg, figlio dell'elettore di Hannover. Sua madre era Carolina di Ansbach, figlia del margravio di Brandeburgo-Ansbach. Alla nascita fu designata S.A.S principessa Amelia di Hannover. Era nota in famiglia come Emily.

### Gran Bretagna
Il 1º  agosto 1714 morì la regina Anna di Gran Bretagna e Irlanda. Il nonno della principessa Amelia le succedette e divenne Giorgio I, in conformità con le disposizioni dell'Act of Settlement del 1701. Il padre di Amelia, ora erede al trono di Gran Bretagna, fu nominato Duca di Cornovaglia e creato Principe di Galles il 27 settembre 1714. Si trasferì in Gran Bretagna con la sua famiglia e si stabilirono al St James's Palace a Londra.
Sebbene relativamente sana da adulta, Amelia era una bambina malaticcia e sua madre affidò la sua salute nelle mani di Johann Georg Steigerthal e Hans Sloane, oltre a chiedere segretamente consiglio al medico John Freind. Nel 1722 sua madre, che aveva idee progressiste, fece vaccinare Amelia e sua sorella Carolina contro il vaiolo mediante un primo tipo di immunizzazione noto come variolizzazione, che era stato portato in Inghilterra da Costantinopoli da Lady Mary Wortley Montagu e Charles Maitland. L'11 giugno 1727, Giorgio I morì e suo padre gli succedette come Giorgio II. Visse con suo padre fino alla sua morte nel 1760.
La zia di Amelia, Sofia Dorotea, regina di Prussia, suggerì Amelia come moglie adatta per suo figlio Federico (in seguito noto come Federico il Grande). Corrispondenza, pianificazione e trattative si trascinarono per anni a partire dal 1723, accompagnati da numerosi intrighi e interventi diplomatici da parte dell'Austria, ma suo padre Federico Guglielmo I di Prussia alla fine si ritirò dal piano nel 1732 e costrinse il figlio a sposare Elisabetta Cristina di Brunswick-Wolfenbüttel-Bevern invece. Nel 1724 Amelia e sua sorella, la principessa reale, furono tra le ultime quattro candidate al matrimonio con Luigi XV di Francia. Tuttavia, poiché ciò le richiedeva di convertirsi al cattolicesimo, suo padre interruppe le trattative.

## Interessi
Ad Amelia piaceva moltissimo cavalcare e cacciare. Non le piacevano gli artisti come John, Lord Hervey e Lady Pomfret che la consideravano "una delle principesse più strane che siano mai state conosciute; ha le orecchie chiuse alle lusinghe e il suo cuore aperto all'onestà".

## Morte
Nel 1751, la principessa Amelia divenne ranger di Richmond Park dopo la morte di Robert Walpole, II conte di Orford. Subito dopo, la principessa suscitò grande scalpore chiudendo il parco al pubblico, consentendo l'ingresso solo a pochi amici intimi e a coloro che avevano permessi speciali.
Ciò continuò fino al 1758, quando un birraio locale, John Lewis, la portò perché gli aveva impedito di entrare nel parco. La corte si pronunciò a favore di Lewis, citando il fatto che, quando Carlo I recinse il parco nel XVII secolo, concesse al pubblico il diritto di passeggiare all'interno. La principessa Amelia è stata costretta a revocare le restrizioni.
La principessa fu generosa nelle sue donazioni a organizzazioni di beneficenza. Nel 1760 donò 100 sterline alla società per l'educazione dei poveri orfani del clero (in seguito la Clergy Orphan Corporation) per contribuire a pagare una scuola per 21 figlie orfane di sacerdoti della Chiesa d'Inghilterra. Nel 1783 accettò di diventare una donatrice del nuovo County Infirmary a Northampton.
Nel 1761 divenne proprietaria della tenuta di Gunnersbury, nel Middlesex, acquistata dalla tenuta di Henry Furnese. La principessa Amelia usò Gunnersbury come residenza estiva.
Possedeva anche una proprietà a Cavendish Square, dove morì nubile il 31 ottobre 1786. Sul suo corpo è stata trovata una miniatura di suo cugino di primo grado, Federico di Prussia. Il grande re originariamente destinato a lei era morto due mesi prima. Fu sepolta nella Cappella della Madonna di Enrico VII nell'Abbazia di Westminster.

## Eredità
L'isola di Amelia in Florida, prende il nome da lei, così come la contea di Amelia in Virginia, negli Stati Uniti.

## Titoli
In Hannover:
- 10 luglio 1711 – 27 settembre 1714: Sua Altezza Serenissima la Principessa Amelia, Principessa di Brunswick-Lüneburg

In Gran Bretagna:
- 27 settembre 1714 –  31 ottobre 1786: Sua Altezza Reale la Principessa Amelia, Principessa di Gran Bretagna e d'Irlanda, Principessa di Brunswick-Lüneburg

## Ascendenza
|                                          |                                   |                                           | Genitori                                |  |  | Nonni |  |  | Bisnonni                              |  |  | Trisnonni                     |  |
|                                          |                                   |                                           |                                         |  |  |       |  |  | Ernesto Augusto di Brunswick-Lüneburg |  |  | Giorgio di Brunswick-Lüneburg |  |
|                                          |                                   |                                           |                                         |  |  |       |  |  | Ernesto Augusto di Brunswick-Lüneburg |  |  | Giorgio di Brunswick-Lüneburg |  |
|                                          |                                   | Anna Eleonora di Assia-Darmstadt          |                                         |  |  |       |  |  | Ernesto Augusto di Brunswick-Lüneburg |  |  |                               |  |
| Giorgio I d'Inghilterra                  |                                   |                                           |                                         |  |  |       |  |  | Ernesto Augusto di Brunswick-Lüneburg |  |  |                               |  |
|                                          |                                   | Sofia del Palatinato                      | Federico V del Palatinato               |  |  |       |  |  |                                       |  |  |                               |  |
|                                          |                                   | Sofia del Palatinato                      | Federico V del Palatinato               |  |  |       |  |  |                                       |  |  |                               |  |
|                                          |                                   | Sofia del Palatinato                      | Elisabetta Stuart                       |  |  |       |  |  |                                       |  |  |                               |  |
| Giorgio II del Regno Unito               |                                   | Sofia del Palatinato                      |                                         |  |  |       |  |  |                                       |  |  |                               |  |
|                                          |                                   | Giorgio Guglielmo di Brunswick-Lüneburg   | Giorgio di Brunswick-Lüneburg           |  |  |       |  |  |                                       |  |  |                               |  |
|                                          |                                   | Giorgio Guglielmo di Brunswick-Lüneburg   | Giorgio di Brunswick-Lüneburg           |  |  |       |  |  |                                       |  |  |                               |  |
|                                          |                                   | Giorgio Guglielmo di Brunswick-Lüneburg   | Anna Eleonora di Assia-Darmstadt        |  |  |       |  |  |                                       |  |  |                               |  |
| Sofia Dorotea di Celle                   |                                   | Giorgio Guglielmo di Brunswick-Lüneburg   |                                         |  |  |       |  |  |                                       |  |  |                               |  |
|                                          |                                   | Éléonore d'Esmier d'Olbreuse              | Alexandre II d'Esmier d'Olbreuse        |  |  |       |  |  |                                       |  |  |                               |  |
|                                          |                                   | Éléonore d'Esmier d'Olbreuse              | Alexandre II d'Esmier d'Olbreuse        |  |  |       |  |  |                                       |  |  |                               |  |
|                                          |                                   | Éléonore d'Esmier d'Olbreuse              | Jacquette Poussard de Vandré            |  |  |       |  |  |                                       |  |  |                               |  |
| Amelia Sofia di Hannover                 |                                   | Éléonore d'Esmier d'Olbreuse              |                                         |  |  |       |  |  |                                       |  |  |                               |  |
|                                          | Alberto II di Brandeburgo-Ansbach | Gioacchino Ernesto di Brandeburgo-Ansbach |                                         |  |  |       |  |  |                                       |  |  |                               |  |
|                                          | Alberto II di Brandeburgo-Ansbach | Gioacchino Ernesto di Brandeburgo-Ansbach |                                         |  |  |       |  |  |                                       |  |  |                               |  |
|                                          | Alberto II di Brandeburgo-Ansbach | Sofia di Solms-Laubach                    |                                         |  |  |       |  |  |                                       |  |  |                               |  |
| Giovanni Federico di Brandeburgo-Ansbach | Alberto II di Brandeburgo-Ansbach |                                           |                                         |  |  |       |  |  |                                       |  |  |                               |  |
|                                          |                                   | Sofia Margherita di Öttingen-Öttingen     | Gioacchino Ernesto di Öttingen-Öttingen |  |  |       |  |  |                                       |  |  |                               |  |
|                                          |                                   | Sofia Margherita di Öttingen-Öttingen     | Gioacchino Ernesto di Öttingen-Öttingen |  |  |       |  |  |                                       |  |  |                               |  |
|                                          |                                   | Sofia Margherita di Öttingen-Öttingen     | Anna Sibilla di Solms-Sonnenwalde       |  |  |       |  |  |                                       |  |  |                               |  |
| Carolina di Brandeburgo-Ansbach          |                                   | Sofia Margherita di Öttingen-Öttingen     |                                         |  |  |       |  |  |                                       |  |  |                               |  |
|                                          |                                   | Giovanni Giorgio I di Sassonia-Eisenach   | Guglielmo di Sassonia-Weimar            |  |  |       |  |  |                                       |  |  |                               |  |
|                                          |                                   | Giovanni Giorgio I di Sassonia-Eisenach   | Guglielmo di Sassonia-Weimar            |  |  |       |  |  |                                       |  |  |                               |  |
|                                          |                                   | Giovanni Giorgio I di Sassonia-Eisenach   | Eleonora Dorotea di Anhalt-Dessau       |  |  |       |  |  |                                       |  |  |                               |  |
| Eleonora Erdmuthe di Sassonia-Eisenach   |                                   | Giovanni Giorgio I di Sassonia-Eisenach   |                                         |  |  |       |  |  |                                       |  |  |                               |  |
|                                          |                                   | Giovannetta di Sayn-Wittgenstein          | Ernesto di Sayn-Wittgenstein            |  |  |       |  |  |                                       |  |  |                               |  |
|                                          |                                   | Giovannetta di Sayn-Wittgenstein          | Ernesto di Sayn-Wittgenstein            |  |  |       |  |  |                                       |  |  |                               |  |
|                                          |                                   | Giovannetta di Sayn-Wittgenstein          | Luisa Giuliana di Erbach-Erbach         |  |  |       |  |  |                                       |  |  |                               |  |
|                                          |                                   | Giovannetta di Sayn-Wittgenstein          |                                         |  |  |       |  |  |                                       |  |  |                               |  |